# Иодид фосфония
Иодид фосфония — неорганическое соединение, соль фосфония и иодистоводородной кислоты с формулой PH4I, бесцветные кристаллы или бесцветная жидкость, разлагается водой.

## Получение
- Реакция фосфина с иодоводородом:

{\displaystyle {\mathsf {PH_{3}+HI\ {\xrightarrow {}}\ PH_{4}I}}}
- Добавление по каплям воды к смеси белого фосфора и трииодида фосфора:

{\displaystyle {\mathsf {11P_{4}+10PI_{3}+96H_{2}O\ \xrightarrow {30-40^{o}C} \ 30PH_{4}I+24H_{3}PO_{4}}}}

## Физические свойства
Иодид фосфония образует бесцветные кристаллы тетрагональной сингонии, пространственная группа P 4/nmm, параметры ячейки a = 0,634 нм, c = 0,462 нм, Z = 2.
Легко возгоняется.

## Химические свойства
- При нагревании (80°С) обратимо разлагается (возгоняется):

{\displaystyle {\mathsf {PH_{4}I\ \rightleftarrows \ PH_{3}\uparrow +HI\uparrow }}}
Обратная реакция имеет место от –20°С до –10°С.
- Бурно реагирует с водой:

{\displaystyle {\mathsf {PH_{4}I+H_{2}O\ {\xrightarrow {}}\ PH_{3}\uparrow +H_{3}O^{+}+I^{-}}}}
- Окисляется концентрированными растворами серной и азотной кислот[1]:

{\displaystyle {\mathsf {2PH_{4}I+7H_{2}SO_{4}\ \xrightarrow {} \ 2H_{2}(PHO_{3})+I_{2}+7SO_{2}\uparrow +8H_{2}O}}}
{\displaystyle {\mathsf {2PH_{4}I+18HNO_{3}\ \xrightarrow {t} \ 2H_{3}PO_{4}+I_{2}+18NO_{2}\uparrow +10H_{2}O}}}
- Разлагается щелочами:

{\displaystyle {\mathsf {PH_{4}I+NaOH\ {\xrightarrow {}}\ PH_{3}\uparrow +NaI+H_{2}O}}}
- Легко окисляется:

{\displaystyle {\mathsf {PH_{4}I+4H_{2}O_{2}\ \xrightarrow {} \ H_{3}PO_{4}+HI\uparrow +4H_{2}O}}}